# Stylogaster fidelis
Stylogaster fidelis är en tvåvingeart som beskrevs av Monteiro 1960. Stylogaster fidelis ingår i släktet Stylogaster och familjen stekelflugor. Inga underarter finns listade i Catalogue of Life.